# Promenade Roland-Castro
La promenade Roland-Castro est une promenade située dans le 20e arrondissement de Paris, en France.

## Situation et accès
La promenade est située au terre-plein central de la rue de Noisy-le-Sec.

## Origine du nom
La promenade porte le nom de Roland Castro (1940-2023), architecte et militant politique français.

## Historique
Par délibération du 12 juillet 2024, la voie prend la dénomination de « promenade Roland-Castro ».